# Blackbeard (televisiefilm)
Blackbeard: Terror at Sea is een televisiefilm uit 2006 gemaakt door de Britse BBC, en vertelt het Biografische levensverhaal over de bekendste piraat van de wereldzeeën Blackbeard. De hoofdrol wordt gespeeld door James Purefoy, het relaas vertelt zich als een biografische-docufilm, de film werd eind juni 2006 op dvd uitgebracht in Nederland.

## Verhaal
Het is 1716 als Blackbeard zich van zijn kapitein Hornigold afsplitst. Hij vult zijn dagen met drinken en gokken in afwachting van werk, wanneer hij door Charles Vane wordt uitgedaagd te bewijzen of hij wel een goeie kaperkapitein zou zijn. Hij besluit een sloep te kopen en neemt die uitdaging aan: hij overvalt kleine vissersschepen waar hij vooral vis en zakken met graan aantreft die hij verkoopt in North Carolina. Na een tijdje is hij het helemaal zat om telkens met een lichte buit naar wal terug te keren en smeedt hij een brutaal plan om het Franse fregat La Concordia te veroveren, Met zijn sloep en 18 man weet Blackbeard de kapitein zoveel angst in te boezemen dat deze zich zonder slag of stoot overgeeft. Blackbeard doopt het veroverde fregat om in Queen Anne's Revenge en de volgende 18 maanden is hij een ware plaag voor vracht- en passagiersschepen. Hij weet uit handen te blijven van zijn vijanden en brengt een bloeiende handel tot stand in North Carolina door een verdrag met gouverneur Thomas Eden te sluiten. Dit tot woede van gouverneur Alexander Spotswood van Virginia die zijn luitenant Robert Maynard erop uitstuurt om Blackbeard gevangen te nemen of te doden. Uiteindelijk weet Maynard Blackbeard in te sluiten bij Ocroake Creek waar Blackbeard door 20 messteken en 5 pistoolschoten om het leven wordt gebracht en zijn hoofd als trofee op de voorboeg gehangen.

## Rolverdeling
- James Purefoy ..Blackbeard/Edward Teach
- Jack Galloway ..Charles Vane
- Mark Noble ..Israel Hands
- Roger Barkley ..Robert Maynard
- James Hillier ..Gibbons
- Sally Breton ..Mary Ormond

## Trivia
- De film was vooral bedoeld als opwarmertje voor de blockbuster film Pirates of the Caribbean: Dead Man's Chest, waardoor het ook als titel kreeg bijgevoegd Blackbeard - The Real Pirate of the Caribbean.
- In de film komen kleurrijke figuren voorbij die hun eigen geschiedenis verhalen, zoals Charles Vane die zelf ook een eigenaardige piraat was, alsook Israel Hands die een bekwaamd cartograaf en stuurman maar vooral rechterhand van Teach was. Een rol is eveneens weggelegd voor Black Caesar, een zwarte die gelijkwaardig was als bemanningslid en die na de dood van Blackbeard nog van zich zou laten horen als kapitein van zijn eigen schip. Ook karakters als Gibbons, een vechtjas die niet voor Teach onderdeed, en Louis Arrot, een jong meisje dat zich als jongen voordoet en later op een merkwaardige manier verdwijnt (en waar historisch gezien nog maar weinig bekend van is) komen voorbij.